# Pays-Bas aux Jeux olympiques d'été de 1924
Les Pays-Bas participent aux Jeux olympiques d'été de 1924 à Paris en France. 177 athlètes néerlandais, 168 hommes et 9 femmes, ont participé à 81 compétitions dans 17 sports. Ils y ont obtenu dix médailles : quatre d'or, une d'argent et cinq de bronze.

## Médailles
| Sport      | Médaille d'or, Jeux olympiques | Médaille d'argent, Jeux olympiques | Médaille de bronze, Jeux olympiques | Total |
| Athlétisme | 0                              | 0                                  | 1                                   | 1     |
| Aviron     | 1                              | 0                                  | 0                                   | 1     |
| Cyclisme   | 1                              | 1                                  | 1                                   | 3     |
| Équitation | 2                              | 0                                  | 0                                   | 2     |
| Escrime    | 0                              | 0                                  | 1                                   | 1     |
| Tennis     | 0                              | 0                                  | 1                                   | 1     |
| Voile      | 0                              | 0                                  | 1                                   | 1     |
|            | 4                              | 1                                  | 5                                   | 10    |

| Médaille | Discipline | Épreuve                      | Athlète | Performance | Date |
| -------- | ---------- | ---------------------------- | --- | ----------- | ---- |
| Or       | Cyclisme   | 50 kilomètres                | Ko Willems |             |      |
| Or       | Aviron     | Deux sans barreur            | Antonie Christiaan Beijnen - Wilhelm Rösingh                                                                  |             |      |
| Or       | Équitation | Concours complet individuel  | Adolf Van der Voort Van Zijp                                                                                  |             |      |
| Or       | Équitation | Concours complet par équipes | Adolph van der Voort van Zijp Charles Pahud de Mortanges Gerard de Kruijff Antonius Colenbrander              |             |      |
| Argent   | Cyclisme   | Vitesse individuelle         | Jacob Meijer                                                                                                  |             |      |
| Bronze   | Athlétisme | Relais 4 × 100 m hommes      | Jan de Vries Jacob Boot Harry Broos Marinus van den Berge                                                     |             |      |
| Bronze   | Cyclisme   | Tandem                       | Gerard Bosch van Drakestein, Maurice Peeters                                                                  |             |      |
| Bronze   | Escrime    | Sabre par équipes hommes     | Henri Wynoldy-Daniels Adrianus de Jong Jetze Doorman Maarten van Dulm Jan van der Wiel Hendrik Scherpenhuizen |             |      |
| Bronze   | Tennis     | Double mixte                 | Cornelia Bouman, Hendrik Timmer                                                                               |             |      |
| Bronze   | Voile      | 6 m JI Jauge internationale  | Johan Carp Anthonij Guépin Jan Vreede                                                                         |             |      |